# Acropogon merytifolius
Acropogon merytifolius är en malvaväxtart som beskrevs av Philippe Morat och Chalopin. Acropogon merytifolius ingår i släktet Acropogon och familjen malvaväxter. Inga underarter finns listade i Catalogue of Life.